# Basiliola arnaudi
Basiliola arnaudi är en armfotingsart som beskrevs av Cooper 1981. Basiliola arnaudi ingår i släktet Basiliola och familjen Basiliolidae. Inga underarter finns listade i Catalogue of Life.